# Torre des Bosc
La Torre del Bosc (popularment Torre des Bosc) o Torre de la Calobra (popularment Torre de sa Calobra) és una torre de guaita del terme d'Escorca (Mallorca) situada sobre un penyal de 200 metres d'alt al port de la Calobra, a la possessió del Bosc. Està declarada Bé d'Interès Cultural, tot i que es troba en estat ruïnós.
Formava part d'un extens sistema de vigilància i senyalització de tota la costa mallorquina per combatre la pirateria, i va ser construïda a començament del segle xvii per guardar el port de la Calobra.

## Nom
És una torre que té una gran varietat de noms. Habitualment és coneguda com a Torre del Bosc, per mor de la possessió del Bosc, o Torre de la Calobra, perquè està situada a la Calobra. A més, també rep els noms de Torre de la Roca Roja o Torre del Penyal Roig, en referència al penyal damunt el qual es troba; Torre del Torrent de Pareis, en referència al fet que es troba vora la desembocadura del torrent de Pareis; i Torre de la Vaca, en referència al pròxim Morro de la Vaca. A més, és coneguda amb diverses combinacions i variants, com ara Torre del Port de la Calobra, Torre de la Penya Roja del Bosc, Torre del Bosc de la Calobra, etc.

## Descripció
És una torre de forma cilíndrica amb la base troncocònica: el cos inferior és massís, i el cos superior conté la cambra de la torre, a uns 4 m d'alçada, coberta per volta de punta d'aglà. Una escala de caragol encastada al parament permet l'accés al terrat, que disposava d'un porxo i un matacà. Devora la torre hi ha les restes de les barraques dels torrers, i més enllà un aljub cobert de la vegetació.
La torre amenaça ruïna, i està esbaldregada per la part superior, però conserva tota la base íntegra.

## Història
Tot i les indicacions del virrei Lluís Vic de construir-hi una torre el 1585, no va ser fins a 1605 que Joan Colom, de malnom Calobra, propietari de la possessió del Bosc, proposà al Gran i General Consell de construir una torre a les seves terres. Dos anys més tard, el 1607, es nomenà el primer alcaid, i el 1609 la torre ja disposava d'artilleria (una bombarda).
El 1640 consta que estava en mal estat, i uns anys més tard va ser adobada. El 1793 tornava a necessitar una reparació, cosa que comportà la renúncia del torrer Joan Rinoi el 1799. Anys més tard, el 1833 el torrer Joan Vicenç fou empresonat, i el seu company Joan Colom també fou denunciat, però se'n desconeix el motiu.
El 1867, ja desaparegut el perill dels pirates, fou subhastada i venuda.